# COS-B
COS-B (Cosmic Ray Satellite B) war ein wissenschaftlicher Satellit der Europäischen Weltraumagentur (ESA) zum Studium kosmischer Gammastrahlung.
COS-B wurde am 9. August 1975 mit einer Delta-Rakete vom Startplatz Vandenberg in eine stark exzentrische Erdumlaufbahn mit 37 Stunden Umlaufzeit gebracht. Den Start organisierte die NASA; von den 277,5 kg des Startgewichts des Satelliten entfielen 118 kg auf die Nutzlast (die wissenschaftlichen Instrumente). Die meiste Zeit verbrachte der Satellit außerhalb der Strahlungsgürtel der Erde; bei jedem Umlauf konnte er für 25 Stunden beobachten. Der Satellit war rotatationsstabilisiert mit zehn Umdrehungen pro Minute. Das Instrument zeigte mit der Öffnung in Richtung der Rotationsachse. Zur Beobachtung wurde die Rotationsachse in Richtung des Ziels gedreht.
Hauptinstrument war ein großer, richtungsauflösender Detektor (Funkenkammer) für Gammastrahlung zwischen etwa 30 MeV und 5 GeV Energie, zusätzlich war ein Detektor für Röntgenstrahlung vorhanden. Ein mitgeführter Gasvorrat diente dazu, den Abbau des Gases in der Funkenkammer durch die Strahlung auszugleichen und die Empfindlichkeit zu stabilisieren; zum Missionsende hatte das Instrument ca. 25 % Verlust an Empfindlichkeit. COS-B war ein Projekt der ESA mit Beiträgen europäischer Forschungsinstitute zur Instrumentierung. Es war die erste Mission der ESA zur Untersuchung von Gammastrahlenquellen.
Aus den Beobachtungen von COS-B entstanden die erste Karte der Gammastrahlung unserer Milchstraße, der 2CG-Katalog von 25 kosmischen Gammaquellen. Zudem wurden einzelne Objekte wie Pulsare und erstmals eine extragalaktische Gammaquelle (3C 273) untersucht.
Die Mission dauerte mehr als sechseinhalb Jahre, womit die geplante Mindestbetriebsdauer um vier Jahre überschritten wurde. Sie endete am 25. April 1982, als der Treibstoff verbraucht war.